# Линейные корабли типа St Albans
Тип линейных кораблей St Albans — три 64-пушечных линейных корабля третьего ранга, построенных для Королевского флота сэром Томасом Слейдом по проекту, утверждённому 13 января 1761 года. Проект представлял собой уменьшенную версию 74-пушечного корабля HMS Bellona. Контракты с двумя верфями, Стэнтона и Перри, были подписаны 28 января, причем Стэнтон обязался построить свой за 30 месяцев и уложился. Перри подписался на 32 месяца, но его корабль не вступил в строй до 1764 года. Проект возродился в 1780 году, когда по нему был построен еще один корабль, HMS Director.

## Корабли
- HMS St Albans

Строитель: Перри, Блэкуолл

Заказан: 13 января 1761 года

Заложен: февраль 1761 года

Спущён на воду: 12 сентября 1764 года

Выведен: разобран в 1814 году

- HMS Augusta

Строитель: Стэнтон, Ротерхит

Заказан: 13 января 1761 года

Заложен: 28 февраля 1761 года

Спущён на воду: 24 октября 1763 года

Выведен: сгорел в 1777 году

- HMS Director

Строитель: Клевели, Грейвзенд

Заказан: 2 августа 1780 года

Заложен: ноябрь 1779 года

Спущён на воду: 9 марта 1784 года

Выведен: разобран в 1801 году